# Calvadosia cruxmelitensis
Calvadosia cruxmelitensis is een neteldier uit de klasse Staurozoa en behoort tot de familie Kishinouyeidae. Calvadosia cruxmelitensis werd in 1978 voor het eerst wetenschappelijk beschreven door Corbin. Deze gesteelde kwal is het kleinste lid van zijn familie.

## Beschrijving
Calvadosia cruxmelitensis heeft een doorschijnende, kastanjebruine, brede trechtervormige zwemklok die 12 mm in diameter en 8 mm hoog kan worden. De klok wordt gedeeld door holle septa. De reproductieve geslachtsklieren zijn dik en lineair en in twee helften in de klok gerangschikt die aan de basis samenkomen en zich lineair uitstrekken tot aan de armen. De acht armen zijn in een cirkel gerangschikt en goed ontwikkeld met elk maximaal 35 tentakels. Elk van de tentakels heeft een ronde kop. 
Uniek aan de C. cruxmelitensis is de opstelling van de netelcelorganen, die verschijnen als witte vlekken in de vorm van een 'maltezer kruis', waarvan de soortnaam 'cruxmelitensis' is afgeleid. Een onderscheidend kenmerk van C. cruxmelitensis is dat het een stengelloos uiterlijk heeft doordat de basis van de zwemklok zich om de stengel wikkelt die 8 mm hoog is en door een brede basale schijf aan het substraat is bevestigd. Tentakelankers zijn afwezig in Calvadosia cruxmelitensis in vergelijking met de trompet-steelkwal (Haliclystus salpinx).

## Verspreiding en leefgebied
Calvadosia cruxmelitensis  werd oorspronkelijk geïdentificeerd in de baai van Wembury. Deze soort is nu bekend om te leven aan de Atlantische kusten van Ierland en de zuidwestkust van Engeland, met name van Swanage tot Noord-Devon. De Engelse populatie is de afgelopen jaren sterk in omvang afgenomen, waarbij het aantal tussen 1970 en 2005 met 90% is gedaald. Het wordt gevonden op rotsachtige kusten die worden blootgesteld aan matig sterke stroming en golven. Hij leeft in ondiep water (sublitoraal) of dicht bij de laagwaterlijn (intertidaal). In tegenstelling tot de meeste gesteelde kwallen hecht hij zich niet aan zeegras, maar leeft hij liever in Iers mos (Chondrus crispus) en kernwier (Mastocarpus stellatus)